# Andreas Ludwig
Andreas Ludwig (Ulm, 11 september 1990) is een Duits profvoetballer die als middenvelder speelt.
Ludwig begon bij SSV Ulm 1846 en werd in 2009 gecontracteerd door 1899 Hoffenheim. Daar speelde hij merendeels in het tweede team en hij werd ook tweemaal verhuurd voor zijn contract in 2014 afliep. In het seizoen 2014/15 speelde hij voor VfR Aalen. Op 7 juli 2015 maakte FC Utrecht bekend dat Ludwig een contract voor twee seizoenen getekend had bij de club. Hij heeft transfervrij de overstap gemaakt naar de Duitse derde competitie. Ludwig heeft een contract van één jaar getekend bij 1. FC Magdeburg.